# Рагіб ан-Нашашибі
Рагіб ан-Нашашибі (араб. راغب النشاشيبي, івр. ראע'בּ נשאשיבּי; 1881 —1951), CBE (почесн) — багатий землевласник і громадський діяч часів Османської імперії, британського мандату та йорданської адміністрації. Член клану Нашашибі, однієї з найвпливовіших сімей Палестини, і мером Єрусалиму з 1920 по 1934 роки.

## Ранні роки
Нашашибі народився 1881 року. Він закінчив Стамбульський університет і став районним інженером Єрусалиму. Родина Нашашибі була однією з найстаріших і найвпливовіших єрусалимських родин, а також історичними суперниками родини Хусейні.

## Політична кар'єра

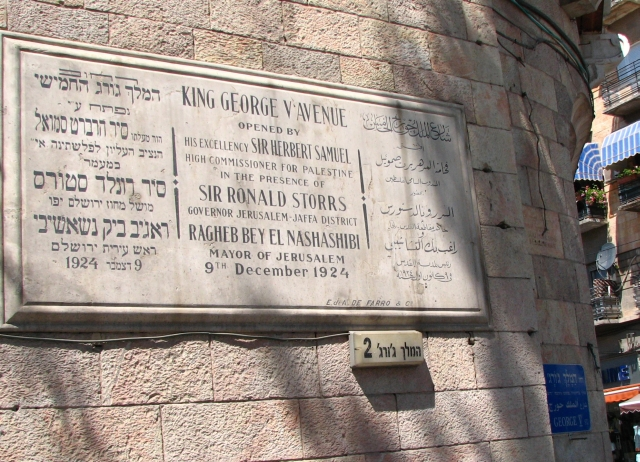
Вулиця короля Георга в Єрусалимі, освячена в присутності мера ан-Нашашибі у 1924 році

Нашашибі змінив на посаді мера Єрусалиму Мусу Казіма аль-Хусейні в 1920 році, працюючи у 1927 році разом із Хаймом Саломоном та Якобом Фараджем, які були обрані віце-мерами. Він був провідним суперником сім'ї Хусейні в Палестині. У 1937 році він таємно виступав за союз з Зайорданням. Нашашибі був одним із засновників Вищого арабського комітету та лідером Партії національної оборони.
У серпні 1949 року його призначили головою нового йорданського міністерства у справах біженців і реабілітації, а у вересні того ж року — першим генерал-губернатором арабської Палестини. У 1950 році він став міністром сільського господарства Йорданії, а потім міністром транспорту. Також його призначили хранителем Святих місць Єрусалиму, що відповідало рангу міністра.

## Особисте життя
Його друга дружина, французька єврейка, жила на вулиці Кантура. Старший син — Мансур.

## Виноски
1. ↑  Deutsche Nationalbibliothek Record #118989952 // Gemeinsame Normdatei — 2012—2016.
2. ↑  A Survey of Palestine — prepared in December 1945 and January 1946 for the information of the Anglo-American Committee of Inquiry. Reprinted 1991 by the Institute of Palestine Studies, Washington. Volume II. ISBN 0-88728-214-8. p.948
3. ↑  Raghib al-Nashashibi - Politicians (1882 - 1951). Palestinian Journeys (англ.). Архів оригіналу за 15 січня 2022. Процитовано 13 січня 2022.
4. ↑  Gensicke, Klaus: «Der Mufti von Jerusalem und die Nationalsozialisten. Eine politische Biographie Amin el-Husseinis»; page 19f.; Darmstadt 2007.
5. ↑  Tamari, Salim (2008). Mountain against the Sea: Essays on Palestinian Society and Culture. University of California Press. с. 80. ISBN 9780520251298. Процитовано 27 квітня 2018.
6. ↑  Dalin, David (2017). Icon of Evil: Hitler's Mufti and the Rise of Radical Islam. Taylor & Francis. с. 34. ISBN 9781351513968. Процитовано 27 квітня 2018.
7. ↑  Nashashibi Installed as Jerusalem Mayor (PDF) (English) . № 750. Jewish Telegraph Agency. JTA. 27 квітня 1927. с. 1. Архів оригіналу за 27 квітня 2018. Процитовано 27 квітня 2018.
8. ↑  Sayigh, 2000, p. 9
9. ↑  Jawhariyyeh, Wasif; Nada Elzeer, Translator (2013). Ragheb Bey and the Oud. У Tamari, Salim; Nassar, Issam (ред.). The Storyteller of Jerusalem: The Life and Times of Wasif Jawhariyyeh, 1904-1948 (English) . Olive Branch Press, Interlink Publishing Group. с. 177. ISBN 9781623710392. {{cite book}}: |access-date= вимагає |url= (довідка)